# NSU 6/8 PS
Der NSU 6/8 PS war ein kleiner Lieferwagen, den die Neckarsulmer Fahrzeugwerke Aktiengesellschaft im Jahre 1906 als Alternative zum Sulmobil bauten.
Dieser erste eigene Vierradwagen hatte den stehenden Einzylindermotor des Sulmobils mit einem Hubraum von 451 cm³ (Bohrung × Hub = 82 × 86 mm), der – versehen mit einer Wasserkühlung – 8 PS (5,9 kW) leistete. Der Motor besaß eine automatische Pumpenschmierung und eine Hochspannungs-Magnetzündung. Die Kraft wurde über eine Lederkonuskupplung, ein an einer rechts außen liegenden Kulisse zu schaltendes Dreiganggetriebe und eine Kardanwelle auf die Hinterräder übertragen. Der Radstand betrug 2000 mm, die Spurweite 1150 mm und die Länge des Fahrzeugs 2700 mm. Das Gewicht lag bei. 650 kg, die Höchstgeschwindigkeit bei 40 km/h.
Ebenso wie das Sulmobil war das RM 4500,-- teure Fahrzeug, das 350 kg zuladen konnte, nicht sonderlich beliebt, da seine Einsatzmöglichkeiten begrenzt waren. Bereits im Jahr des Erscheinens verschwand es wieder vom Markt.